# Маскингум
Маски́нгум (англ. Muskingum River) — река на юго-востоке штата Огайо, США. Приток реки Огайо. Длина составляет около 179 км; площадь бассейна — 20 852 км².
Берёт начало при слиянии рек Уалхондинг и Таскаровас, у города Кошоктон, на востоке центральной части штата Огайо. Течёт в южном направлении, протекая через города Консвилл, Тринвей, Дрезден и Зейнсвилл, а затем поворачивает на юго-восток, протекая через города Саут-Зейнсвилл, Фило, Мальта, Мак-Коннелсвилл, Беверли, Лоуэлл, Стокпорт и Девола. Впадает в Огайо в городе Мариетта. У города Консвилл принимает приток Уиллс-Крик, у города Дрезден — приток Уакатомика-Крик, а у города Зейнсвилл — приток Ликинг. В Саут-Зейнсвилл в Маскингум впадает река Моксахала-Крик, а рядом с Беверли — река Вольф-Крик. Судоходна на большей части своего течения.